# Букачка
Букачка — колишній хутір у Малинській волості Радомисльського повіту Київської губернії та Ворсівській сільській раді Малинського району Малинської, Коростенської і Волинської округ.

## Населення
У 1926 році налічувалося 6 жителів, дворів — 1.

## Історія
Розміщувався біля с. Ворсівка. До 1923 року входив до складу Малинської волості Радомисльського повіту Київської губернії. У 1923 році включений до складу новоствореної Ворсівської сільської ради, яка, 7 березня 1923 року, увійшла до складу новоутвореного Малинського району Малинської округи. За іншими даними, підпорядковувався сільській раді станом на вересень 1924 року.
Знятий з обліку населених пунктів до 1 жовтня 1941 року.